# Domiat
La Domiat è stata una fregata di scorta della Marina Militare dell'Egitto, in servizio dal 1948 al 1956. Appartenente alla classe River fu realizzata originariamente per la Royal Navy nel 1942, prendendo parte alla seconda guerra mondiale.

## Storia
Costruita dal cantiere navale Henry Robb Ltd. di Leith per la Royal Navy, entrò in servizio con il nome di K-215 Nith il 16 febbraio 1943, prendendo parte alla seconda guerra mondiale. Nel giugno 1944 partecipò alle operazioni di sbarco nella Normandia bombardando obiettivi terrestri sulla spiaggia "Green", a protezione della 231ª Brigata di fanteria. Nel novembre 1948 fu ceduta alla Reale Marina Egiziana, dove assunse il nome di Domiat.

### La crisi di Suez
Il 26 luglio 1956, il presidente egiziano Gamal Abd el-Nasser nazionalizzò la Compagnia del Canale di Suez I governi di Francia e Gran Bretagna, ed altri azionisti, reagirono negativamente, e nonostante un fallito tentativo di mediazione dell'ONU, intrapresero un'azione di forza per occupare militarmente il canale. Le operazioni belliche anglo-francesi, coadiuvate dalle forze israeliane, iniziarono lunedì 29 ottobre 1956. Il 31 ottobre l'incrociatore leggero britannico HMS Newfoundland era in navigazione nel nord del Mar Rosso con la scorta del cacciatorpediniere HMS Diana quando intercettò la Domiat, che stava navigando a luci accese. L'unità egiziana era salpata da Adabieh per ricongiungersi alla fregata gemella Rashid, quando incontrò le navi britanniche.
All'1:30 del 1º novembre dall'incrociatore partì una formale richiesta di resa per l'unità egiziana, che si oscurò immediatamente preparandosi al combattimento. Le due unità presero a spararsi contro, ma la superiore potenza di fuoco dell'incrociatore rese subito impari la lotta e l'unità egiziana, con gravissimi danni a bordo, iniziò ad affondare riuscendo comunque a colpire il Newfoundland con alcuni di colpi da 102 mm che provocarono lievi danni e un morto e cinque feriti tra l'equipaggio. La Domiat mise allora la prua verso il cacciatorpediniere, forse nel tentativo di speronarlo, ma il Diana aprì a sua volta il fuoco causando il rapido affondamento della Domiat. Dei 140 uomini dell'equipaggio ben 74 rimasero uccisi, mentre il resto fu tratto in salvo dalle unità inglesi che sbarcarono poi i superstiti a Gibuti, dove divennero prigionieri di guerra dei francesi. Anche la gemella Abukir andò persa durante la crisi di Suez, autoaffondata nel canale per ostruirlo; fu recuperata nel corso del 1957 venendo subito demolita.

### Annotazioni
1. ↑  Come motivo ufficiale della nazionalizzazione fu dichiarato che i fondi ricavati sarebbero stati utilizzati per la costruzione della diga di Assuan.
2. ↑  Si trattava della ex Spey trasferita nel novembre 1948 insieme alla Abukir (ex Usk).

### Fonti
1. 1 2 3  Colledge, Warlow 2006, p. 245.
2. ↑  Mommsen 2011, p. 64.
3. 1 2  McGregor 2006, p. 255.
4. 1 2  Mommsen 2011, p. 69.
5. 1 2 3  Koburger 1992, p. 65.
6. ↑  Colledge, Warlow 2006, p. 367.
7. ↑  Chicago Tribune, 3 aprile 1957, p. 12.